# Hospital del Henares metróállomás
Hospital del Henares metróállomás Spanyolország fővárosában, Madridban a madridi metró 7-es vonalán. Jelenleg ez az állomás a vonal végállomása.

## Metróvonalak
Az állomást az alábbi metróvonalak érintik:
- 7-es metróvonal

## Kapcsolódó állomások
A metróállomáshoz az alábbi állomások vannak a legközelebb:
- Henares (Pitis, 7-es metróvonal)